# Bécheresse
 Bécheresse  es una población y comuna francesa, en la región de Poitou-Charentes, departamento de Charente, en el distrito de Angoulême y cantón de Blanzac-Porcheresse.

## Demografía
| 270 | 259 | 218 | 246 | 217 | 207 |
| Para los censos de 1962 a 1999 la población legal corresponde a la población sin duplicidades (Fuente: INSEE [Consultar]) |     |     |     |     |     |